# Doppio lungo addio
Doppio lungo addio è il sesto album del cantautore italiano Massimo Bubola, pubblicato nel 1994 dalla Mercury.

## Descrizione
Pubblicato a cinque anni dal precedente, dopo un periodo in cui Bubola si è dedicato per lo più alla produzione ed alla scrittura per altri artisti, Doppio lungo addio è arrangiato e prodotto da Piero Fabrizi, collaboratore abituale di Fiorella Mannoia, per cui Bubola aveva scritto alcune canzoni tra cui la più nota, Il cielo d'Irlanda, viene ripresa in questo disco dall'autore (ed è l'unica canzone non inedita); la stessa Mannoia collabora all'album, cantando nei cori.
Tutte le canzoni sono scritte per i testi e le musiche da Bubola stesso, con la partecipazione Piero Fabrizi nelle musiche di Doppio lungo addio, Un uomo ridicolo, Alì Zazà e Dostoevskij, autore anche del breve frammento musicale Gaeltarra.
Il disco è registrato negli studi Psycho di Milano (tecnici del suono: Marti Jane Robertson, Maurizio Camagna e Ignazio Morviducci) e Morning Studio di Milano (tecnico del suono: Giamba Lizzori), e mixato nei Logic Studio da Maurizio Biancani.
In copertina è raffigurato un dipinto, Splendor solis, di cui non è riportato il nome dell'autore; le foto di Bubola inserite sul retro e nel libretto interno sono di Guido Harari.

## Tracce
1. Un sogno di più – 4:31
2. Doppio lungo addio – 4:00
3. Un uomo ridicolo – 4:46
4. Alì Zazà – 5:25
5. Niente passa invano – 4:12
6. Gaeltarra – 0:55
7. Il cielo d'Irlanda – 4:53
8. Cento volte – 6:16
9. Dostoevskij – 5:02
10. Tutti assolti – 6:45

Durata totale: 46:45

## Formazione
- Massimo Bubola – voce
- Paolo Costa – basso in Doppio lungo addio, Un uomo ridicolo, Niente passa invano, Il cielo d'Irlanda, Cento volte e Tutti assoliti
- Elio Rivagli – batteria, tamburello
- Pier Michelatti – basso in Un sogno di più, Alì Zazà e Dostoevskij
- Piero Fabrizi – chitarra acustica cori, chitarra elettrica, mandolino
- Vincenzo Mancuso – chitarra elettrica
- Francesco Saverio Porciello – chitarra acustica in Niente passa invano
- Vittorio Cosma – organo Hammond, pianoforte
- Naco – percussioni in Un uomo ridicolo
- Roberto Vernetti – programmazione
- Fabio Rinaudo – tin whistle in Gaeltarra e Il cielo d'Irlanda
- Giovanni Boscariol – pianoforte, Fender Rhodes in Cento volte e Dostoevskij
- Alessandro Simonetto – violino in Un uomo ridicolo, fisarmonica in Il cielo d'Irlanda e Cento volte, mandolino in Il cielo d'Irlanda
- Demo Morselli – tromba in Un uomo ridicolo
- Claudio Pascoli – sax in un uomo ridicolo
- Lalla Francia, Lola Feghaly – cori
- Fiorella Mannoia – cori in Alì Zazà